# أليسون لايت
أليسون لايت (بالإنجليزية: Alison Light)‏ هي مؤرخة أدبية بريطانية، ولدت في 4 أغسطس 1955.